# Kanton Jussey
Kanton Jussey (francouzsky Canton de Jussey) je francouzský kanton v departementu Haute-Saône v regionu Franche-Comté. Tvoří ho 22 obcí.

## Obce kantonu
- Aisey-et-Richecourt
- Barges
- La Basse-Vaivre
- Betaucourt
- Blondefontaine
- Bourbévelle
- Bousseraucourt
- Cemboing
- Cendrecourt
- Corre
- Demangevelle
- Jonvelle
- Jussey
- Magny-lès-Jussey
- Montcourt
- Ormoy
- Passavant-la-Rochère
- Raincourt
- Ranzevelle
- Tartécourt
- Villars-le-Pautel
- Vougécourt